# Pira-tapuya
I Pira-tapuya o Tapuyas sono un gruppo etnico del Brasile e della Colombia.

## Lingua
Parlano la lingua Piratapuyo (codice ISO 639: PIR) che appartiene alla famiglia linguistica Tucano. Si fanno chiamare Waíkana.

## Insediamenti
Vivono nello stato brasiliano dell'Amazonas e nel dipartimento colombiano di Vaupés. Sono localizzati sul corso centrale del fiume Papuri, nei pressi di Teresita, e sul corso inferiore del fiume Uaupés. Alcuni gruppi sono migrati e vivono sul fiume Negro e a São Gabriel.

## Storia
Secondo il monaco spagnolo Gaspar de Carvajal, che partecipò all'esplorazione di Francisco de Orellana nel 1542 lungo il rio delle Amazzoni e ne scrisse un resoconto, fra le loro schiere militavano anche delle donne, che gli ricordarono le Amazzoni della mitologia greca, dando così il nome al fiume.